# ليو ييتس
ليو ييتس (Lew Yates) (مواليد يونيو 1947 في ساتون، سانت هيلين) معروف أيضا باسم Wild Thing، هو ملاكم ، حارس أمن ، ملاكم عاري اليد bareknuckle، ارتبط اسمه مع القتال.

## النشأة
ولد ليو في يونيو 1947 في ساتون ، سانت هيلينز. في السادسة من عمره أصبح لويس مفتونًا بالملاكمة عندما اصطحبه عمه بوب إلى صالة الألعاب الرياضية التي يملكها. سرعان ما أصبح ليو ملاكمًا جيدًا من الهواة وقام بتدريبه George Gilbody Snr. وHerbie Golding. واجه ليو ذات مرة الملاكم البريطاني Billy Aird، الذي كان بطل أوروبا للوزن الثقيل ولكن تم استبعاد ليو، وردا على ذلك ألقى ليو الحكم خارج الحلبة، وتم حظره من الملاكمة.

## حياته
عمل ليو لفترة طويلة كواحد من أفضل حراس الأمن في إنجلترا. كان معروف عنه عدم التراجع أبدا. عمل ليو حارسا على أبواب عدة أندية مثل Room at the top (Ilford) وStringfellows و(Covent Garden). تعرف ليو على العديد من المقاتلين المشهورين مثل ليني ماكلين وكليف فيلدز وتاجر المخدرات ميكي جرين وتشارلي ويلسون وغيرهم.

## Wild Thing ضد Prettboy
استمع ليو إلى مقابلة إذاعية مع بي بي سي مع Roy "prettyboy" Shaw -الذي أصبح لاحقا حاكم عالم القتال غير المرخص-، تحدى روي شو أي شخص في إنجلترا لمقابلته. كان ليو يعتزم الحصول على اللقب من Shaw ولذلك انتقل إلى لندن. خلال الخمسة أعوام التالية تحدى ليو روي لكن منظموا مقابلات Shaw لم يوافقوا على ذلك حتى عام 1981. اضطر ليو إلى المراهنة بمبلغ 10،000 جنيه استرليني من أجل تحدي المقابلة مع شو. كان لديه فقط بضعة أسابيع للتدريب قبل اللقاء. في ليلة المعركة تغلب ليو على شو في الجولة الثانية. انتهت الجولة قبل موعدها بـ 1 دقيقة و12 ثانية. بحلول نهاية الجولة الثالثة ظهر شو. أعلن الحكم المعركة لصالح شو، مدعيا أن عين ليو قد قُطعت بشكل سيء للغاية لذلك كان لا بد من إنهاء المعركة. ثارت جماهير ليو لأن بيان الحكم لم يكن دقيقًا، لأن عين ليو لم تكن تنزف. قالت مشجعو ليو أنه كان هناك ثلاثة مصورين على الأقل يصورون المعركة، لكن لم يتم العثور على نسخة واحدة من المعركة حتى الآن، بالرغم من أن شو عادة ما يقوم بتصوير معاركه.

## حياته لاحقًا
في عام 2007 أصدر ليو كتابه Wild Thing: The True Story of Britain's Rightful Guv'nor ، من تأليف ليو والمؤلف الأكثر مبيعًا Bernard O'Mahoney. تم نشره بواسطة Mainstream Publishing.
يعيش ليو الآن في Ely بكامبردجشاير حيث يعمل مدربًا للملاكمة.